# ارتش آزادیبخش کره
ارتش آزادیبخش کره (انگلیسی: Korean Liberation Army) تأسیس شده در ۱۷ سپتامبر ۱۹۴۰ در چونگ‌کینگ، چین، نیروی مسلح دولت در تبعید کره بود.